# Gospodari svemira
Gospodari svemira (eng. Masters of the Universe, akronim: MOTU) je američka medijska franšiza koju je 1981. godine stvorila tvrtka Mattel. Franšiza je od svog nastanka proizvela niz različitih proizvoda, od šest serija igračka, sedam animiranih televizijskih serijala, brojne strip inačice i cjelovečernji film. Glavnu radnju čini sukob između sila dobra koje predvodi junak He-Man, najmoćniji čovjek u svemiru te sila zla koje predvodi zli čarobnjak Skeletor, a borba se vodi oko zaštite tajni moći dvorca Sive lubanje i zaštite svih stanovnika izmišljenog planeta Eternije.
Originalne igračke, crtani filmovi i stripovi bili su tijekom 80-ih godina veoma popularni i na teritoriju nekadašnje SFRJ. Tjedni stripovi izlazili su u Politikinom Zabavniku, a tiskana su i specijalna izdanja Star Comicsa i drugih izdavača. Osobito je bila popularna animirana serija He-Man i Gospodari svemira u produkciji Filmationa.
Popularnost franšize ponovno raste u novo vrijeme, osobito nakon što je Mattel 2008. godine pokrenuo novu liniju igračaka Masters of the Universe Classics i 2020. godine osuvremenjeno izdanje originalne linije iz 1980-ih, pod nazivom Masters of the Universe Origins.
Netflix je od 2018. godine izdao nekoliko animiranih serijala zasnovanih na franšizi, među kojima se ističu Gospodari svemira: Otkriće i He-Man i Gospodari svemira, premijerno prikazani 2021. godine. Netflix je bio uključen i u produkciju novog igranog filma smještenog u svijet Gospodara svemira, ali je dogovor između Mattela i Netflixa poništen te je pravo na snimanje igranog filma Gospodari svemira prešlo na Amazon MGM Studios koji je najavio kino premijeru za 5. lipnja 2026. godine.

## Mini stripoviHe-man i Gospodari svemira
Originalne figurice "Gospodara svemira" prodavale su se uz dodatak mini stripova u kojima je davana priča koja uključuje lik uz koji je prodavana. Radnja prvih mini stripova u mnogočemu se razlikuje od kasnije temeljne priče. Prema prvotnoj priči, He-Man je bio barbarski ratnik koji je lutao Eternijom nakon Velikog rata, dok je u kasnijim epizodama, njegov pravi identitet onaj princa Adama, sina kralja Randora i kraljice Marlene koji živi u kraljevskoj palači Eternosa. U pričama o tzv. divljoj Eterniji, Skeletor je bio demon iz druge dimenzije koji je propao kro međudimenzijski portal na Eterniju. Uskoro je shvatio da dvorac Siva Lubanja krije moć dovoljno jaku za otvaranje međudimenzionalnog portala te je odlučio osvojiti zamak, otvoriti portal uz pomoću spojene dvije polovice Mača Moći i dovesti svoju rasu kroz njega kako bi mogao pokoriti Eterniju. U tome ga nastoji spriječiti Božica, čarobnica dvorca Siva Lubanja, pravim imenom Teela-Na, žena zelene boje kože s oklopom i kacigom u obliku zmije. Ona je bila prva verzija kasnije Čarobnice iz dvorca Sive Lubanje. Kako bi onemogućila Skeletorov plan, dala je magični oklop te sjekiru i štit He-Manu. Tek kasnije He-Man je došao u posjed jedne polovice Mača moći.
Originalna serija mini stripova izdavala se između 1981. i 1987. godine. Likovi i radnja prve i djelomice druge serije mini stripova razlikuju se od kasnijih izdanja. Treća serija iz 1983. godine povezana je s Filmationovom animiranom serijom te likovi nalikuju dosta na svoje verzije iz tog serijala.

## Televizijske adaptacije

### He-Man i Gospodari svemira (1983. – 1985.)
Crtana serija "He-Man i Gospodari svemira" (eng. He-Man and the Masters of the Universe) nastala je u produkciji Filmationa, a premijerno je prikazana 1983. godine. Serija se na našim prostorima pojavila 1989. godine u sinkronizaciji Televizije Zagreb. Prevoditelj je bio M. Moskaljov.
Radnja crtanog serijala odvija se na planeti Eterniji na kojoj vladaju kralj Randor i njegova supruga, kraljica Marlena. U jednoj od epizoda otkriveno je da je Marlena zapravo zemaljska astronautkinja koja se srušila na planetu. Njihov sin je princ Adam, koji je prisiljen glumiti da je lijen, strašljiv i neodgovoran poput svog tigra ljubimca Cringera, kako bi sakrio svoj drugi identitet. Naime, mir na Eterniji je pod budnom zaštitom Čarobnice koja živi u zamku Siva Lubanja (Greyskull) i čuva tajne koje ne smiju pasti u ruke neprijateljima. Kako bi tajne zamka Siva Lubanja ostale neotkrivene, Čarobnica je povjerila Adamu Mač Moći, pomoću kojeg se može pretvoriti u He-Mana, najmoćnijeg čovjeka u cijelom svemiru.
Tajne zamka Siva Lubanja i kraljevskog trona Eternije na stalnoj su meti zlog čarobnjaka Skeletora koji, uz pomoć svoje bande, pokušava ovladati Eternijom. Međutim, He-Man i njegovi prijatelji ga stalno pobjeđuju i štite mir na Eterniji.
Animirana TV serija je imala izrazit uspjeh i pomogla je Mattelu u prodaju igračaka s istoimenim likovima iz serije. Serija je trajala dvije sezone i imala je ukupno 130 epizoda. Karakteristike serije bile su uvodna glazba je ujedno svirala i prilikom svake preobrazbe princa Adama u He-Mana, nekoliko preobrazbi Adama u He-Mana po epizodi te reciklirana animacija korištena kako bi se smanjili troškovi proizvodnje.

#### Sinkronizacija
| - He-Man/Princ Adam – Ranko Tihomirović i Duško Valentić - Orko – Slavko Brankov - Čovjek Oružje/Duncan – Žarko Savić - Borbeni Mačak/Straško – Damir Mejovšek - Teela – Biserka Fatur - Čarobnica – Marina Nemet - Skeletor – Slobodan Milovanović - Kralj Randor – Dževad Alibegović - Stratos – Damir Mejovšek - Kraljica Marlena – M. Singer - Čelična ruka (Čelični) – Ivo Rogulja - Vodenjak – Ivo Rogulja - Rama – Žarko Savić - Zla Lin – Ana Maria Fabris - Čovjek Zvijer – Žarko Potočnjak - Amiga – Ivo Rogulja - Jakoruki – Žarko Potočnjak - Kraljica Elmora – Ana Maria Fabris - Vodič robova (ep. Začarana Kraljica Fantosa) – Žarko Potočnjak - Kralj Helios – Zoran Gogić - Seljak (ep. Prokletstvo Čarobnog kamena) – Dževad Alibegović - Ollo – Damir Mejovšek - Zilora – M. Singer - Tri-Klops – Zoran Gogić - Zmijoliki – Ivo Rogulja | - Zli Duh iz pakla (ep. Čarobnjak s Kamene planine) – Ivo Rogulja - Lokus – Žarko Potočnjak - Karin – Marina Nemet - Malek – Zoran Gogić - Tauron – Damir Mejovšek - Orkov ujak Čarko – Ivo Rogulja - Danavas – Ivo Rogulja - Ananda – Zoran Gogić - Kraljica Sumana – M. Singer - Sumanina sluga #1 – Ana Maria Fabris - Sumanina sluga #2 – Marina Nemet - Radnica u talionici (ep. Neprilike u Arkadiji) – Ana Maria Fabris - Tik i Tok – Ivo Rogulja - Zalt – Slobodan Milovanovic - Bijelobradi – Slobodan Milovanović - Gmizavac iz Voden-grada – Ivo Rogulja - Princeza Nami – Marina Nemet - Mitro – Žarko Potočnjak - Učitelj – Damir Mejovšek - Duh planine (ep. Protuotrov) – Damir Mejovšek - Duhica planine (ep.Protuotrov) – Biserka Fatur - Jurko – Nevenka Filipović - Darka – Marina Nemet - Dingos (ep. Rog zla) – Slobodan Milovanović - Čuvar Roga zla – Žarko Savić |

### He-Man i She-Ra: Tajna mača (1985.)
Po završetku animiranog serijala He-Man i Gospodari svemira, Filmation je 1985. godine snimio dugometražni animirani film, koji je planiran kao uvod u spin-off serijal o She-Ra, mladoj ratnici s fantastičnim moćima. U tom dugometražnom animiranom filmu doznaje se kako princ Adam ima sestru Adoru, koja ima moć preobraziti se u neustrašivu ratnicu imenom She-Ra.
Nakon što je kraljica Marlena rodila blizance, dječaka i djevojčicu, Hordak je, uz pomoć Skeletora odlučio oteti djecu, naslučujući njihovu kasniju važnost. Budući da je bio prekinut u naumu, uspio je oteti samo Adoru, koju je potom odveo kroz portal u drugu dimneziju, na planet Etheriju, gdje ju je odgojio kao pripadnicu Zle Horde. Čarobnica Shadow Weaver joj je zamutila um kako ne bi bila u stanju shvatiti da radi za zločinačku organizaciju i tiranina Hordaka. Kada je odrasla, Hordak ju je postavio za satnicu Zle Horde.
U tom trenutku sazrilo je vrijeme da Adora ispuni svoju sudbinu. Čarobnica je sanjala Mač zaštite te je pozvala princa Adama i poslala ga na Etheriju kako bi pronašao vlasnicu Mača zaštite. Po dolasku na Etheriju, princ Adam se sukobio s Hordakovim robotima-vojnicima te upoznao članove pokreta otpora koji se bori protiv Zle Horde za oslobađanje čitave planete. U jednom trenutku je bio zarobljen u obliku He-Mana, a uhvatila ga je upravo Adora. He-Man je pokušao utjecati na nju kako bi spoznala da radi za krivu stranu, ali uskoro je opet bila zaćarana. Kada je He-Man bio zarobljen po drugi put, obratila joj se Čarobnica preko Mača zaštite i otkrila joj njenu prošlost i sudbinu. Tada se preobratila u She-Ru i oslobodila svog brata. Njih dvoje su se potom obračunali s dijelom Zle Horde, nakon čega je princeza Adora otputovala kroz međudimenzionalni portal na Eterniju gdje je upoznala svoje roditelje, kralja Randora i kraljicu Marlenu. Međutim, Hordak ih je slijedio te se udružio sa svojim nekadašnjim učenikom i članom Zle Horde, Skeletorom. He-Man i She-Ra uskoro opet odlaze na Etheriju, gdje u velikoj bitci pobjeđuju Hordaka i oslobađaju dvorac i kraljevstvo Crnog mjeseca. Hordak je bio poražen, ali izgubio je tek bitku, a ne rat te je princeza Adora odlučila ostati na Etheriji kako bi vodila borbu do konačnog oslobođenja i protjerivanja Hordaka i Zle Horde s planeta Etherije.

### He-Man i She-Ra: Božićno izdanje (1985.)
Iste godine kada je Filmation premijerno prikazao prvi dugometražni film kao uvod u serijal o princezi moći She-Ra, objavljeno je i božićno izdanje u trajanju od oko 45 minuta. Duncan je izradio špijunsku raketu koju je slučajno pokrenuo Orko i završio na planetu Zemlji, rodnom planetu kraljice Marlene. Tamo je upoznao dvoje djece, Miguela i Aliciju te ih je poveo sobom na Eterniju. Buduči da je na Zemlji bilo vrijeme  Božića, a i na Eterniji je vladala zima, Horde Prime se zabrinuo zbog Božića te je naredio svom bratu Hordaku i Skeletoru da otmu djecu i dovedu mu ih. Skeletor je prevario Hordaka i sam oteo djecu odlučivši ih osobno predati Horde Primeu i uzeti sve zasluge sebi. He-Man i She-Ra kreću u akciju kako bi oslobodili djecu koju se prethodno bili zarobili Monstroidi. Naposljetku je Skeletor pao pod utjecaj Božića te je pomogao He-Manu i She-Rai da oslobode djecu.
Kada su djeca bila oslobođena, ostala su još kratko na kraljevskom dvoru u Eternosu, a potom ih je Duncan teleportirao natrag na Zemlju.

### She-Ra: Princeza moći (1985. – 1987.)
Produkcijska kuća Filmation je 1985. godine počela emitirati animiranu televizijsku seriju She-Ra: Princeza moći, spin-off He-Mana i Gospodara svemira. Animirani serijal i s njim povezane akcijske figurice uključivale su ratnicu She-Ra, zapravo davno izgubljenu sestru blizankinju princa Adama, imenom princeza Adora, koja se našla na planeti Etheriji kojom vlada zli čarobnjak-kiborg Hordak. Serija se premijerno prikazivala od 1985. do 1987. godine, a bila je većim dijelom usmjerena na žensku dječju publiku kako bi se prodaja akcijskih figura proširila i na djevojčice. Serija je imala veći budžet pa nije patila od reciklirane animacije.

### Film Gospodari svemira (1987.)
Godine 1987. američki studio Cannon Films snimio je cjelovečernji znanstveno-fantastični film u režiji Garyja Goddarda, koji je u SAD-u premijerno prikazan 7. kolovoza 1987. godine. U filmu glume Dolph Lundgren (He-Man), Frank Langella (Skeletor), kao i Courteney Cox i Robert Duncan McNeill u sporednim ulogama. Iako je igrani film snimljen u trenutku kada je franšiza Gospodari svemira bila na svom vrhuncu, film je podbacio na box-officu i dobio prilično negativne recenzije. Unatoč tome s vremenom je stekao svoje poklonike te je na neki način zadobio status kultnog filma među svojom sljedbom.
U filmu, zli Skeletor je konačno pokorio Eterniju, zauzeo zamak Greyskull i zarobio Čarobnicu kako bi preuzeo njene moći. U pokušaju spašavanja Čarobnice, He-Man, Teela, Čovjek-u-oružju i bravar Gwildor su slučajno uz pomoć Kozmičkog Ključa teleportirani na Zemlju. U želji da se domogne Kozmičkog Ključa, Skeletor šalje svoje zle ratnike na Zemlju da otmu Kozmički Ključ. He-Man i njegovi prijjatelji nailaze na dvoje mladih Zemljana, Juliju i Kevina koji dolaze u posjed Kozmičkog Ključa zbog čega se nađu na meti Skeletorovih lovaca Karga, Beast Mana i Sauroda te Evil-Lyn. Tijekom borbe, Skeletor zaprijeti He-Manu da će smaknuti njegove prijatelje, zbog čega se He-Man predaje. Završna borba odvija se na Eterniji, u dvorcu Siva Lubanja, a njenom tijeku nazoći i dvoje mladih Zemljana zajedno s policijskim detektivom Lubicom (James Tolkan). Skeletor se domogao najveće moći i pretvorio u božansko biće, no He-Man ga uspijeva poraziti i baciti u ponor. Završni dio odjave filma u kojem Skeletor izranja glavom iz vode i kaže "Vratit ću se!" najavio je mogućnost nastavka, ali do njegove realizacije nikada nije došlo.

### Nove pustolovine He-Mana (1989. – 1992.)
Kako bi osvježili brand He-Mana, Mattel je u suradnji s DiC-om proizveo novu animiranu seriju uz koju je na tržište lansirana nova serija akcijskih igračaka.
Novi animirani serijal drastično se razlikovao od originala. Nova priča smješte He-Mana na udaljeni futuristički planet Primus, kamo je teleportiran s Eternije. U novom okruženju ponovno se sukobljava sa svojim arhetipskim protivnikom Skeletorom koji je slijedom nepredviđenih okolnosti okolonosti također doputovao u budućnost i našao se na planeti Denebriji kojom vladaju zli Mutanti pod vodstvom Flogga. Skeletor se pridružio Floggu i njegovim Mutantima te mu je obećao da će mu pomoći osvojiti Primus, ukoliko Flogg pomogne njemu uništiti He-Mana. Izuzev He-Mana i Skeletora, jedini lik iz originala koje se povremeno pojavljuje u novom animiranom serijalu je Čarobnica koja pomoću telepatije savjetuje He-Mana u budućnosti.
Adam od Sive Lubanje sprijateljuje se sa stanovnicima planeta Primusa, osobito s mudrim Gospodarom Sebrianom te se udružuje s Galaktičkim Čuvarima, predvođenima kapetanom Hydronom i poručnikom Flipshotom, u borbi protiv svog mrskog neprijatelja Skeletora i Mutanata s Denebrije.
Ovaj serijal je bio prilično neuspješan, unatoč modernijoj animaciji, ponajprije zbog odbacivanja kanona priče i negledljivih likova, što je rezultiralo opadanjem broja prodanih akcijskih figurica i posljedičnim gašenjem serije 1992. godine.

### He-Man i Gospodari svemira (2002. – 2004.)
Godine 2002. tvorac originalne animirane serije Michael Halperin stvorio je novu inačicu pod idenitičnim nazivom He-Man i Gospodari svemira u suradnji s firmom Mike Young Productions. Serija je imala dvije sezone, ali je prekinuta zbog slabe gledanosti pa druga sezona nije bila u potpunosti dovršena. U prvoj sezoni He-man se sukobljavao sa svojim glavnim rivalom Skeletorom, a u drugoj se borio protiv mitskog kralja Hisssa. Bila je planirana i treća sezona u kojoj bi se pojavio zli čarobnjak-kiborg Hordak, ali nije došlo do njene realizacije uslijed ukidanja serijala. I ovaj serijal popratila je prodaja novih akcijskih figurica He-Mana i Gospodara svemira, a do prekida serijala došlo je, između ostalog, i zbog slabe prodaje figurica.
Specifičnosti ovog serijala bile su što je odao počast originalnoj seriji u uvodnoj špici, u izradi prepoznatljivih likova, za razliku od prethodnog serijala Nove avanture He-Mana te po tome što je dubinski obratio većinu likova, dajući im životopis i stvarajući odnose među likovima. Također, posebnost ovog serijala je što se preobrazba princa Adama u He-Mana odvijala samo jednom po epoizodi, a Adamov tigar nije imao sposobnost govora kao u originalu. Također, serija je bila dinamična s mnogo akcije i za to vrijeme izvrsne grafike, a Skeletor je bio prikazan kao mnogo zlobniji, sposobniji i snažniji, za razliku od originalnog serijala.
Serija je imala samo dvije sezone, od kojih je druga bila prekinuta nakon trinaeste od planiranih 26 epizoda zbog pada gledanosti, a ponajviše zbog slabe prodaje Mattelovih akcijskih igračaka puštenih u prodaju u sklopu prikazivanja animirane serije. Prva sezona je obrađivala nikada dotad ispričani početak priče o He-Manu te je objasnila kako je princ Adam postao He-Man. Također je prikazala i kako je Keldor postao Skeletor, ali je ujedno dala priču o porijeklu brojnih likova ili im je barem produbila lik. Druga sezona, pod nazivom Gospodari svemira protiv Ljudi zmija orijentirala se na priču iz mini stripova o Ljudima zmijama i kralju Hsssu koji su tisućljećima bili zatočeni u zatvoru u drugoj dimenziji, čiji se ulaz nalazio duboko u pećinama ispod Zmijske planine. Poslije oslobađanja Ljudi zmija iz vjekovnog zatočeništva u igru je stupio novi mistični ratnik Zodac, poznat iz originalne serije i linije igračaka.

### She-Ra i princeze moći (2018. – 2020.)
U novoj verziji crtića iz 1980-ih, She-Ra je siroče koje se pridružuje u borbi pobunjenika protiv mračnih sila predvođenih kiborgom Hordakom. Serija je imala pet sezona koje su bile emitirane u razdoblju od 2018. do 2020. godine.

### Gospodari svemira: Otkriće (2021. – ....)
Suvremena adaptacija He-Mana i Gospodara svemira iz 1980-ih koja predstavlja nastavak originalne priče. Radnja započinje još jednim u nizu napada Skeletora na dvorac Siva Lubanja. Princ Adam se, kao i uvijek, transformira u He-Mana kako bi obranio dvorac Siva Lubanja i čitavu Eterniju, ali u trenutku kada Skeletor lomi magičnu kuglu i pušta svu moć Eternije, He-Man koristi svoj Mač moći kako bi zadržao energetski udar koji bi mogao uništiti čitavu planetu pa i svemir. U tom trenutku, otkriva se njegov pravi identitet pred Skeletorom, Teelom i ostalima koji nisu znali za njegovu tajnu. Uskoro nakon toga, u silovitom udaru nestaju princ Adam i Skeletor, obojica uništeni.
Serija je prikazana na Netflixu u dva dijela po pet epizoda, koje tvore prvu i drugu sezonu. U drugoj sezoni se princ Adam vraća iz svijeta mrtvih na Preterniji i opet postaje He-Man, kako bi obranio Eterniju i svemir od Skeletora koji se, uz pomoć Mača moći, pretvorio u božanski moćnog Skele-Goda. Produkciju serije preuzeo je američki redatelj i glumac Kevin Smith, a serija je kritizirana od strane obožavatelja zbog fokusiranja radnje na sporednom liku Teele, umjesto na He-Manu. Unatoč tome, serija je ostvarila dobre rezultate gledanosti i kritike zbog čega je Netflix odobrio rad nastavka.
Druga sezona imala je premijeru 25. siječnja 2024. godine pod nazivom Gospodari svemira: Revolucija. Kao i u prethodnom slučaju, prikazana je samo polovica sezone koja se bavi dolaskom Zle Horde na Eterniju i borbom za kraljevsko prijestolje Eternosa. Skeletor, kojega je Matična ploča pretvorila u kiborga, Skele-techa, ostvaruje suradnju sa svojim starim mentorom i gospodarom Hordakom te uz njegovu pomoć uspijeva zadobiti kraljevsku krunu nakon smrti kralja Randora. U međuvremenu, Skele-tech otkriva svoju istinsku prošlost i doznaje da nije zapravo demon iz druge dimenzije kako je cijelo vrijeme vjerovao. S druge strane, He-Man i Čarobnica Teela zadobivaju nove moći kako bi se mogli suprotstaviti zlom Hordaku i njegovoj hordi.

### He-Man i Gospodari svemira (2021. – 2022.)
Usporedo s animiranom serijom Gospodari svemira: Otkriće, koja je stvorena za stariju publiku, osobito dugogodišnje obožavatelje franšize, Netflix je istodobno izbacio i seriju koja je više primjerena za nešto mlađi uzrast.
Priča prati tinejdžera Adama, člana tigrovog plemena koji stekne Mač Moći pomoću kojeg se može preobraziti u He-Mana, najmoćnijeg čovjeka u svemiru. Isti mač žele Evelyn i Kronis te njihov nekadašnji zli šef, princ Keldor kojeg su sile dvorca Sive Lubanje proklele na način da se postupno pretvara u živog kostura. S vremenom Adam i njegova prijateljica Krass'tine, uz pomoć Teele, oformljuju grupu Gospodara svemira, koji se bore za spas Eternije čiji mir dovodi u opasnost Adamov stric Skeletor. S druge strane, i sam Skeletor okuplja svoje Zle ratnike, čije jezgro čine Evil-Lyn, Trap Jaw i Beast Man. Specifičnost priče je što princ Adam uz pomoć Mača Moći prenosi dio moći dvorca Siva Lubanja na svoje prijatelje koji se, također, preobražavaju u moćne ratnike Čarobnicu, Ram Ma'am i Man-At-Armsa. Istovjetno, Skeletor uz pomoć Štapa Uništenja prenosi dio zle moći na Evil-Lyn, Trap Jawa i Beast Mana.

## Linije igračaka Gospodari svemira
Mattel je lansirao liniju igračaka Gospodari svemira 1981. godine, a uključivala je akcijske figure te vozila i igrače setove. Liniju igračaka pratili su mini stripovi, stripovi te animirana serija. Linija je ostvarila izniman uspjeh te je trajala kroz nekoliko valova sve do 1987. godine.
Godine 1989. lansirana je nova linija igračaka praćena novim animiranim serijalom Nove pustolovine He-Mana, ali je zbog mlakog odaziva proizvodnja prekinuta 1992. godine. Sljedeća linija otpočela je 2002. godine i također je bila praćena animiranom serijom He-Man i Gospodari svemira.
Između 2008. i 2016. godine Mattel je nudio kolekcionarsku liniju "Gospodari svemira Klasični" (eng. Master of the Universe Classics) koja je predstavljala suvremenu izvedbu s punom artikulacijom i punim naoružanjem. Proizvodi su bili nešto većih dimenzija u odnosu na originalnu liniju igračaka iz 1980-ih i znatno skuplji. Uoči proslave 40-te godišnje stvaranja franšize Gospodari svemira, Mattel je 2020. godine pustio u prodaju novu liniju igračaka "Gospodari svemira: Porijeklo" (MOTU Origins) koja je vizualno modelirana po uzoru na originalnu liniju, ali sa znatno boljom artikulacijom akcijskih figura.

## Poveznice
- Popis likova iz Gospodara svemira

## Vanjske poveznice
- He-Man.org (engl.)
- Masters Cast (engl.)
- He-Man and the Masters of the Universe (TV Series 1983–1985) na Internet Movie Databaseu (engl.)